# Вудланд (Илиноис)
Вудланд (енгл. Woodland) град је у америчкој савезној држави Илиноис.

## Демографија
По попису из 2010. године број становника је 324, што је 5 (1,6%) становника више него 2000. године.
| Група             | 2000.       | 2010.       |
| Белци             | 294 (92,2%) | 313 (96,6%) |
| Афроамериканци    | 8 (2,5%)    | 0 (0,0%)    |
| Азијати           | 0 (0,0%)    | 0 (0,0%)    |
| Хиспаноамериканци | 14 (4,4%)   | 5 (1,5%)    |
| Укупно            | 319         | 324         |